# Oberea parteflavoantennalis
Oberea parteflavoantennalis é uma espécie de insetos coleópteros polífagos pertencente à família Cerambycidae.
A autoridade científica da espécie é Breuning, tendo sido descrita no ano de 1961.